# Horst Dallmayr
Horst Dallmayr (* 9. Februar 1927; † 18. Dezember 2012 in Dießen am Ammersee) war ein deutscher Germanist, Schriftsteller, Drehbuchautor, Filmregisseur und Filmproduzent, der bei der Oscarverleihung 1971 für den Oscar für den besten Dokumentar-Kurzfilm nominiert war.

## Leben
Dallmayr absolvierte nach dem Abitur ein Studium der Germanistik und Sprachwissenschaften an der Ludwig-Maximilians-Universität München und legte dort 1953 seine Promotion zum Dr. phil. mit der Dissertation Der Stil des Reinbot von Durne ab, in der er sich mit dem mittelhochdeutschen Dichter Reinbot von Durne befasste. Dallmayrs Buch Die sieben Leuchter (1962) wurde von Jules Verstraeten unter dem Titel De zeven luehters : Een reis door de apokalyps ins Niederländische übersetzt.
Er arbeitete später überwiegend für Fernsehproduktionen und verfasste unter anderem nach einem Roman von Gertrud von le Fort das Drehbuch für den Fernsehfilm Ein Schweigen vom Himmel (1968) von Franz Josef Wild mit Peter Pasetti, Paola Loew und Friedhelm Ptok. 1969 inszenierte er den Kurz-Dokumentarfilm Die heilsame Allianz, für den er auch das Drehbuch schrieb.
Einen internationalen Erfolg hatte er als Produzent des 33-minütigen dokumentarischen Kurzfilms Time Is Running Out (1970) von Regisseur Robert Ménégoz, mit dem er 1971 für den Oscar für den besten Dokumentar-Kurzfilm nominiert war.
Danach konzentrierte er sich wieder auf seine Arbeit als Drehbuchautor und Regisseur von Fernsehfilmen wie Ein Haus voll Zeit (1973) von Jeanpierre Heizmann mit Constanze Engelbrecht, Martin Semmelrogge und Ruth-Maria Kubitschek, Olifant (1973), der unter seiner Regie mit Udo Kier, Vera Tschechowa und Peter Lühr in den Hauptrollen entstand, sowie Liebesbriefe aus blauem Papier (1979) von George Moorse mit Robert Freitag, Gustl Halenke und Hans Korte, in der er Arnold Weskers 1976 entstandenes Werk Love Letters on Blue Paper verarbeitete.
Größere Beachtung fand wiederum der Fernsehfilm Die Rumplhanni aus dem Jahr 1981, der auf dem Roman Die Rumplhanni von Lena Christ basiert und den Rainer Wolffhardt mit Monika Baumgartner als Rumplhanni, Maria Stadler als Rumplwabn und Karl Obermayr als Hauserbauer inszenierte. Hierfür verfasste Dallmayr zusammen mit Regisseur Wolffhardt das Drehbuch.
Zuletzt verfasste er zusammen mit Didier Decoin das Drehbuch zu dem 1984 entstandenen Fernsehfilm Soldat Richter von Jean Pignol mit Marie-Claire Achard, Götz Burger und Mathieu Carrière in den Hauptrollen.

## Veröffentlichungen
- Der Stil des Reinbot von Durne, Dissertation Universität München 1953
- Die grossen vier Konzilien : Nicaea, Konstantinopel, Ephesus, Chalcedon, 1961
- Die sieben Leuchter : Eine Reise in die Apokalypse, 1962
- Traum, Heimat der Träume, 1963
- Vier Kapitel Spanien : Übung am Gegenstand, 1964

## Filmografie
- 1968: Ein Schweigen vom Himmel
- 1969: Die heilsame Allianz
- 1970: Time Is Running Out
- 1972: Galgentoni (Produktion)
- 1973: Olifant
- 1973: Ein Haus voll Zeit
- 1979: Liebesbriefe auf blauem Papier
- 1981: Die Rumplhanni (Drehbuch)
- 1984: Soldat Richter